# Helicopsyche lewalleni
Helicopsyche lewalleni är en nattsländeart som beskrevs av Donald G. Denning och Blickle 1979. Helicopsyche lewalleni ingår i släktet Helicopsyche och familjen Helicopsychidae. Inga underarter finns listade i Catalogue of Life.